# 瀧井孝作
瀧井 孝作（たきい こうさく、1894年（明治27年）4月4日 - 1984年（昭和59年）11月21日）は、日本の小説家・俳人・編集者。日本芸術院会員。文化功労者。俳号は折柴。
初め俳句を河東碧梧桐に師事し、新傾向俳句運動に携わったが、作家に転じ、私小説・リアリズム小説を執筆。小説を芥川龍之介、志賀直哉に兄事した。特に恋愛小説の傑作と称された『無限抱擁』で知られる。

## 生涯
岐阜県大野郡高山町馬場通（現在の高山市大門町）に、新三郎 - ゆきの次男として生まれた。新三郎は名人と言われる指物師であった。
1900年（明治33年）6歳、高山尋常小学校へ入学。1906年、母ゆき没。町の魚問屋に丁稚奉公し、1908年、店の隣りの青年に俳句を教わった。1909年、全国俳句行脚で来た河東碧梧桐に認められ、句誌への投稿を始めた。号は『折柴』（読みは初めは『おりしば』であったが、碧梧桐の勧めで『せっさい』と読ませるよう改めた）。1913年には最初の小説『息』を投稿し、荻原井泉水にも認められた。
1914年（大正3年）20歳、東京市神田区（現在の千代田区内）の特許事務所へ転じ、碧梧桐、中塚一碧楼、大須賀乙字らと句作し、小説『夜の鳥』を新聞連載した。1915年碧梧桐が創めた句誌『海紅』の編集を手伝う。1917年から碧梧桐・中村不折らの六朝書道研究誌『竜眠』の編集に当たり、この書道と、碧梧桐の影響下に鑑賞した能を文学の糧とした。1919年時事新報の文芸部記者として芥川龍之介を知った。吉原にいたことのある榎本りんと結婚した。翌年「改造」の文芸欄担当記者として志賀直哉を知り、「暗夜行路」を改造に貰った。
1921年（大正10年）27歳、勤めをやめ、のちに『無限抱擁』にまとまる小説の雑誌掲載を始めた。翌1922年、そのヒロインのりんが亡くなった。志賀直哉に誘われ、志賀の住む我孫子へ移った。家族のように扱われ、毎日の夕食に招かれるほどであった。
1923年（大正12年）29歳、志賀の引っ越しを追って、京都へ移った。志賀夫妻の媒酌により、篠崎リンと志賀邸で、挙式結婚した。リンは志賀の我孫子時代に産婆として出入りし、京都では志賀夫人の看護婦兼家政婦として、志賀邸に住み込んでいた。翌年長女を得た。芥川の弟子と目され、小島政二郎・佐佐木茂索・南部修太郎とともに「龍門の四天王」と呼ばれたこともある。
1925年（大正14年）31歳、志賀を追って、奈良へ移った。京都、奈良では、寺社・博物館・古式の年中行事などから、古典文学を学んだ。1927年、芥川の葬儀に上京した。『無限抱擁』を出版した。
1930年（昭和5年）36歳、八王子市へ移った。故郷の町でリンは産婆を開業し、家計を助けた。1932年（昭和7年）、釣りを始めた。1935年（昭和10年）、創設された芥川賞の選考委員の1人となった。1936年（昭和11年）、高山に一人暮らしであった父、新三郎没。1937年（昭和12年）、河東碧梧桐没。この年まで『海紅』誌への寄稿を続けた。
1938年（昭和13年）44歳、内閣情報部の要請で武漢作戦に従軍し、その報告を新聞に載せた。1939年から1946年まで小説を書かなかった。1941年から1944年まで、陸軍航空本部の嘱託として電報を閲覧した。1945年（昭和20年）8月1日の八王子空襲の時、自宅はエレクトロン焼夷弾を消して焼け残った。
1941年（昭和16年）8月に日本精神道場で行なわれた大政翼賛会主催の第一回特別修練会に、中村武羅夫、横光利一らと共に参加。
1950年（昭和25年）56歳、文壇俳句会が復活し、毎月出席した。風俗もの、情痴ものが量産される趨勢に背き、『風景小説』を書き始めた。1953年 - 1957年、志賀直哉夫妻と小旅行する会に同行した。1954年、将棋二段を免許された（1956年三段、1960年四段、1974年六段）。また日本将棋連盟では、プロ・アマ問わず段位免状には瀧井の文面を使用している。また鮎釣りにも励んだ。
1959年（昭和34年）65歳、日本芸術院会員となった。1961年、編纂に当たった『小沢碧童句集』が読売文学賞を受けた。1969年（昭和44年） 74歳、短篇集『野趣』が、読売文学賞を受けた。1969年、勲三等瑞宝章を受けた。長編『俳人仲間』に着手した。
1971年（昭和46年）77歳、志賀直哉没。高山市名誉市民になった。この夏限りで鮎釣りをやめた。1973年、『志賀直哉全集』の編集委員になった。『俳人仲間』を上梓し、翌年度の日本文学大賞を受けた。1974年 80歳、文化功労者に推された。1975年、勲二等瑞宝章を受けた。八王子市の名誉市民に推された。1977年、初めての書の個展を催した。1978年、中央公論社で全集の刊行が始まり、翌年完了した。1982年、芥川賞選考委員を辞した。
1984年（昭和59年）90歳、11月21日、急性腎不全により八王子市の病院で死去。1974年から発表していた『続俳人仲間』は未完作に終わった。
娘の新子は、国文学者の小町谷照彦夫人で版画家（第10、11回日本絵本賞奨励賞）。『一生の春 父・滝井孝作』（蝸牛社 1990）など父を追懐する著作がある。

## おもな単行本
書誌は出典の項の、『瀧井孝作書誌』および、『瀧井孝作全集別巻』に詳しい。以下には、おもな単行本の初版の、出版社・出版年を記す。小説集・随筆集などの収録作品には、重複が多い。
- 『妹の問題』玄洞社（1922）（小説集）
- 『良人の貞操』新潮社 新進作家叢書33（1923）（小説集）
- 『無限抱擁』改造社（1927）（長編小説。第1の妻榎本りんとの始終）
- 『風流人』雅博那書房（1930）（小品小説集）
- 『折柴句集』やぽんな書房（1931）（新傾向から自由律への過程の577句。この出版以降定型句に転じた）
- 『慾呆け』文体社（1934）（短編小説集。父親もの、第2の妻篠崎リンとの『結婚まで』など）
- 『折柴随筆』野田書房（1935）（随筆・紀行・批評集）
- 『風物誌』砂子屋書房（1938）（随筆・批評集）
- 『積雪』改造社（1938）（小説集。『積雪』は父の死の話）
- 『結婚まで』砂子屋書房（1940）（「市井生活譜」小説集）
- 『父』高山書院（1941）（小説集。父親もの）
- 『稚心』小山書店（1942）（小説集）
- 『浮寝鳥』石原求龍堂（1943）（句集・随筆集。『折柴句集』以降のまとめ）
- 『雪間の菜』鎌倉書房（1946）（随筆・句集。書名は『春が巡ってきた』の意）
- 『故郷』三島書房 三島文庫（1946）（小説集）
- 『琴の物語』桜井書店（1947）（『少年のための純文学選』中の一冊）
- 『志賀直哉対談日誌』全国書房（1947）（随筆集。巻中の『志賀直哉対談日誌』は、1935年の取材）
- 『郷愁』中央公論社（1950）（小説集。従軍記『戦場風景』と八王子空襲の『大火の夜』を含む）
- 『野草の花』筑摩書房（1953）（随筆・評論集）
- 『釣なかま』角川新書（1954）（釣りの、小説・随筆・俳句集）
- 『生のまま素のまま』桜井書店（1959）（随筆・評論集）
- 『海ほほづき』桜井書店（1960）（随筆・俳句集）
- 『野趣』大和書房（1968）（小説集。『風景小説』を含む。読売文学賞）
- 『翁草』求龍堂（1968）（随筆・評論集）
- 『俳人仲間』新潮社（1973）（長編小説。近代俳句の回顧。日本文学大賞）
- 『志賀さんの生活など』新潮社（1974）（随筆集。志賀直哉との交友、芥川賞の選評など）
- 『瀧井孝作全句集』牧羊社（1974）
- 『山桜』講談社（1975）（句集）
- 『山茶花 自選短篇十種』大和書房（1975）（小説集）
- 『釣の楽しみ』二見書房 釣魚名著シリーズ（1975）
- 『かのこ百合 自選随筆集』大和書房（1975）
- 『巌に咲く花』求龍堂（1976）（能の随筆集）

### 文庫
- 『無限抱擁』岩波文庫（1941）、新潮文庫（1948）、春陽堂文庫（1949）、角川文庫（1951）、河出文庫（1956）、講談社文芸文庫（2005）
- 『瀧井孝作集』河出市民文庫、1953
- 『結婚まで 他八篇』角川文庫、1955
- 『松島秋色』講談社文芸文庫、1999

### 全集
- 『瀧井孝作全集』全11巻と別巻 中央公論社（1978 - 79）

## 演じた俳優
- 髙橋雄祐（映画『初めての女』、2020年）[6]